# 8-hidroksigeraniol dehidrogenaza
8-hidroksigeraniol dehidrogenaza (EC 1.1.1.324, 8-hidroksigeraniolna oksidoreduktaza, CYP76B10, G10H, CrG10H, SmG10H, aciklični monoterpenski primarni alkohol:NADP+ oksidoreduktaza) je enzim sa sistematskim imenom (6E)-8-hidroksigeraniol:NADP+ oksidoreduktaza. Ovaj enzim katalizuje sledeću hemijsku reakciju
(6E)-8-hidroksigeraniol + 2 NADP+ {\displaystyle \rightleftharpoons } (6E)-8-oksogeranial + 2 NADPH + 2 H+ (sveukupna reakcija)
(1a) (6E)-8-hidroksigeraniol + + {\displaystyle \rightleftharpoons } (6E)-8-hidroksigeranial + +
(1b) (6E)-8-hidroksigeraniol + + {\displaystyle \rightleftharpoons } (6E)-8-oksogeraniol + +
(1c) (6E)-8-hidroksigeranial + + {\displaystyle \rightleftharpoons } (6E)-8-oksogeranial + +
(1d) (6E)-8-oksogeraniol + + {\displaystyle \rightleftharpoons } (6E)-8-oksogeranial + +
Ovaj enzim sadrži Zn2+. On katalizuje oksidaciju (6E)-8-hidroksigeraniola do (6E)-8-oksogeraniala putem bilo (6E)-8-hidroksigeraniala ili (6E)-8-oksogeraniola. On takođe deluje na geraniol, nerol i citronelol. On može da bude identičan sa EC 1.1.1.183, geraniol dehidrogenazom.

## Literatura
- Nicholas C. Price; Lewis Stevens (1999). Fundamentals of Enzymology: The Cell and Molecular Biology of Catalytic Proteins (Third изд.). USA: Oxford University Press. ISBN 019850229X.
- Eric J. Toone (2006). Advances in Enzymology and Related Areas of Molecular Biology, Protein Evolution (Volume 75 изд.). Wiley-Interscience. ISBN 0471205036.
- Branden C; Tooze J. Introduction to Protein Structure. New York, NY: Garland Publishing. ISBN 0-8153-2305-0.
- Irwin H. Segel. Enzyme Kinetics: Behavior and Analysis of Rapid Equilibrium and Steady-State Enzyme Systems (Book 44 изд.). Wiley Classics Library. ISBN 0471303097.
- William P. Jencks (1987). Catalysis in Chemistry and Enzymology. Dover Publications. ISBN 0486654605.

## Spoljašnje veze
- 8-hydroxygeraniol+dehydrogenase на 